# Unenlagia
Unenlagia (z jazyka Mapuče „poloviční pták“) byl rod ptákům velmi podobného unenlagiidního (dříve dromaeosauridního) teropodního dinosaura, který žil před asi 89 miliony let (svrchní křída) na území provincie Neuquén v Argentině. V současnosti jsou rozeznávány dva druhy tohoto rodu: U. comahuensis, popsaný roku 1997 a U. paynemili, popsaný roku 2004.

## Popis

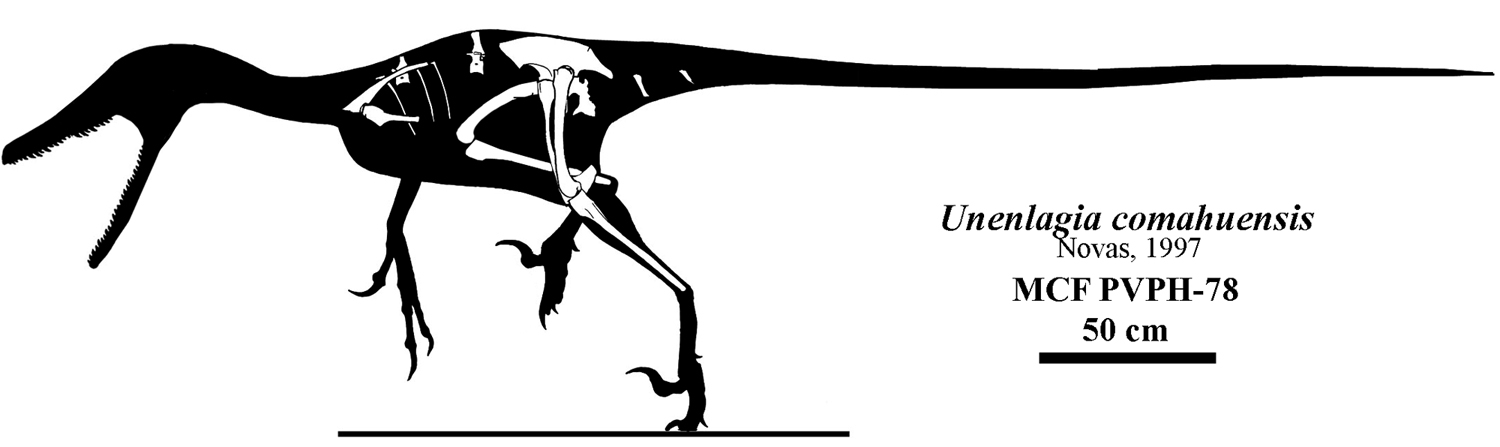
Unenlagia - kosterní diagram a silueta.

Unenlagia byla zřejmě opeřená a dosahovala délky kolem 2,3 až 3,5 metru. Hmotnost se pohybovala zřejmě kolem 63 až 75 kilogramů. Je možné, že tito opeření dinosauři patřili do skupiny Avialae. Jednalo se o menšího a štíhle stavěného predátora, lovícího menší až středně velké druhy obratlovců.
Histologický výzkum kostry tohoto teropoda odhalil, že měl do značné míry pneumatizovanou postkraniální část svého skeletu (množství dutin pro vzdušné vaky, zabíhající do kostí a podílející se na respiraci).